# 6120 Anhalt
6120 Anhalt este un asteroid din centura principală de asteroizi.

## Descriere
6120 Anhalt este un asteroid din centura principală de asteroizi. A fost descoperit pe 21 august 1987 la Tautenburg de Freimut Börngen. El prezintă o orbită caracterizată de o semiaxă mare de 2,35 ua, o excentricitate de 0,22 și o înclinație de 3,0° în raport cu ecliptica.